# Марейке Ґруневауд
Марейке Ґруневауд (28 січня 1999 , Галлюм ) — нідерландська ковзанярка, бронзова призерка Олімпійських ігор 2022 року, чемпіонка світу.

## Олімпійські ігри
| Рік  | Місто        | 1500 метрів | Командне переслідування |
| ---- | ------------ | ----------- | ----------------------- |
| 2022 | Пекін, Китай | 5           | 3                       |